# LoveJo
#LoveJo é o primeiro EP da cantora norte-americana JoJo. Foi lançado para download digital gratuito em 14 de fevereiro de 2014, no Soundcloud oficial da cantora, como um presente de Dia dos Namorados para os fãs de JoJo por todo seu apoio ao longo dos anos. É o primeiro lançamento oficial da cantora desde que ela foi liberada de seu contrato com a Blackground Records e assinou com a Atlantic Records. O EP de quatro faixas inclui canções clássicas de artistas como, Anita Baker e Phil Collins.

## Apresentações
Após seu lançamento surpresa, JoJo tocou todas as faixas do EP pela primeira vez ao vivo no South 2014 South no Music Festival em 15 de março. Sua segunda apresentação ao vivo foi em 22 de março de 2014, durante o "VH1's Save the Music Foundation's Family Day" do canal VH1, e naquela mesma noite na festa de aniversário do blogueiro Perez Hilton.

## Recepção da Critica
No geral, o EP recebeu elogios dos críticos. Sam Lansky, da revista Time, notou que o tempo que JoJo ficou longe dos holofotes, devido ao seu constante drama com a gravadora, deu a ela "o talento bruto para dorminar 2014". Christina Lee do Idolator, disse que o EP "respeita a tradição R&B e é ao mesmo tempo moderno". Joe Hopkins da revista on-line britânica "Hit the Floor" deu uma nota 9/10, escrevendo: "A voz de JoJo claramente se desenvolveu desde de "Leave (Get Out)", mas ainda permanece leve e delicada." Ainda na critica Hopkins disse: "As mudanças entre o falsete e os versos são excelentes". "KempireRadio" chamou o EP de um "lembrete do que estamos perdendo na cena musical".

## Faixas
| N.º            | Título                     | Produtor(es)   | Duração |  |
| 1.             | "Intro"                    | Da Internz     | 0:53    |  |
| 2.             | "Caught Up in the Rapture" | Da Internz     | 6:25    |  |
| 3.             | "Take Me Home"             | Da Internz     | 5:06    |  |
| 4.             | "Glory"                    | Stevie Mackey  | 3:58    |  |
| Duração total: | Duração total:             | Duração total: | 16:22   |  |